# Xian de Shuyang
Le xian de Shuyang (沭阳县 ; pinyin : Shùyáng Xiàn) est un district administratif de la province du Jiangsu en Chine. Il est placé sous la juridiction de la ville-préfecture de Suqian.

## Démographie
La population du district était de 1 671 274 habitants en 1999.